# Rhipidantha
Rhipidantha là một chi thực vật có hoa trong họ Thiến thảo (Rubiaceae).

## Loài
Chi Rhipidantha gồm các loài: